# Manduca paphus
Manduca paphus är en fjärilsart som beskrevs av Herrich-Schäffer 1865. Manduca paphus ingår i släktet Manduca och familjen svärmare. Inga underarter finns listade i Catalogue of Life.